# Probe Software
Probe Entertainment var ett brittiskt datorspelutvecklareföretag i Croydon, England, United Kingdom. Det grundades 1984 som Probe Software av Fergus McGovern (1966-2016) och Vakis Paraskeva, senare bytt namn Probe Entertainment.
Det var ansvaret för utvecklingen Mortal Kombat och Mortal Kombat II för Sega Genesis. Det var också känt för framgångsrika licensierade spel som Die Hard Trilogi och Alien Trilogi